# 薗頭耦合反應
薗頭耦合反应（英語：Sonogashira coupling，日语： Sonogashira Kappuringu，“薗”普通话音“园”），又稱Sonogashira偶聯反應、薗頭反應或薗頭-萩原耦合反应，是一种有机合成中用到的形成碳 - 碳键的交叉偶联反应。
{\displaystyle {\begin{matrix}{}\\{\mathsf {{\ce {R-\!{\equiv }\!-H}}+\underbrace {\color {Red}{\ce {R'}}} _{{\text{Aryl,}} \atop {Vinyl}}\!-\!\underbrace {X} _{{\text{I, Br,}} \atop {\text{Cl, OTf}}}{\ce {->[{\text{Pd cat., Cu cat.}}][{\text{base, rt}}]R-\!{\equiv }\!}}{\color {Red}{-}}{\color {Red}{\ce {R'}}}}}\end{matrix}}}
它使用钯催化剂在末端炔和芳基或乙烯基卤化物之间形成碳 - 碳键。由于其有用的形成碳 - 碳键的性质，薗头耦合反应被广泛应用在各种领域。该反应可以在温和的条件下进行，例如室温、水相以及在弱碱的存在之下，这使得薗头耦合反应可以被应用在复杂分子的合成中。在制药、天然产物合成等之中都有所应用。其在合成中的应用包括tazarotene，一种治疗银屑病和粉刺的药物，以及 altinicline，一种潜在的可以治疗帕金森病、阿兹海默病、图雷特氏综合症、精神分裂症和注意缺陷障碍的物质。

## 历史
薗头耦合反应最早于1975年由三位在大阪大學的日本化學家薗头健吉、任田康夫和萩原信衛所發表。它是 Cassar 偶联和可得到同样产物，但需要高温等较剧烈条件的赫克反应的扩充。薗头耦合反应和赫克反应都用到了钯催化剂促进偶联，其中薗头耦合反应同时使用了钯催化剂和铜催化剂，提升了反应活性，使得反应可以在室温进行，让薗头耦合反应十分有用，尤其是芳基和烯基卤化物的炔化上。其出色的应用价值从现在仍在进行的对其反应条件的进一步优化和理解的研究中就可见一斑。经常有在钯(0)催化剂催化下末端炔和 sp2，甚至 sp3 - 卤化物或三氟甲磺酸酯的偶联反应，不论有没有同时使用铜催化剂，都被称作“薗头耦合反应”，尽管它们实际上不是在薗头耦合反应的条件下进行的。

## 机理
该反应的机理尚不明确，但有的研究认为它涉及到钯循环和铜循环。

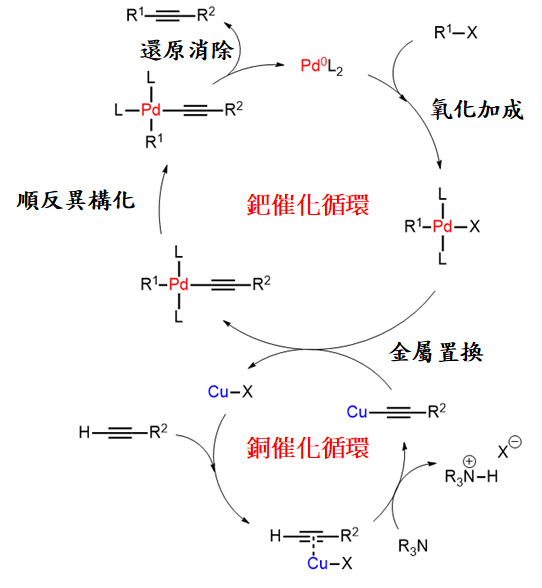
薗頭耦合反應機制

### 钯循环
- 不活泼的钯(II) 催化剂在鹼性條件下被还原为钯(0) 化合物。
- 活化的钯催化剂为 14 电子化合物 ，Pd0L2，它可以和芳基或烯基卤化物发生氧化加成反应，生成钯(II) 錯合物中间体。这一步被认为是此反应中的速率決定步骤。
- 钯(II) 錯合物中间体和铜催化循环中生成的炔铜錯合物发生金屬置換反应，重新生成卤化亚铜並回到銅催化循環中。
- 氧化加成後的錯合物为反式构型，在順反異構化後之后才能在之後生成最後產物。
- 在最后一步中，順反異構化後的钯(II) 錯合物中间体发生还原消除反应，生成偶聯化產物，钯催化剂重新生成。

### 铜循环
- 反应过程中被认为在鹼的存在下，形成了π-炔錯合物，增加了末端炔质子的酸性，促进了炔铜化合物的形成。
- 炔铜化合物继续和钯(II) 錯合物中间体反应，同时得到恢复的卤化亚铜。

对该反应机理的研究表明反应中存在以上的催化循环，但对于有些依反应条件不同而发生变化的中间体的准确结构仍存在争论。例如，有证据表明在和体积较大的膦反应时，单錯合的 Pd0(PR3) 錯合物会成为可能的催化中间体。与之相反的是，有一些结果指出，实际上催化剂并不是配位饱和的  Pd0L2 錯合物，而是形成的钯阴离子物种。在有阴离子和卤化物存在时常见的 Pd0(PPh3)2 在有卤素阴离子存在时并不能在溶液里形成，因为它会饱和配位 Pd0，形成阴离子物种 [L2Pd0Cl]-，参与交叉偶联反应。

## 催化剂
一般情况下，该反应需要两种催化剂：一种钯(0) 錯合物和一种铜(I) 卤化物。钯催化剂的例子有钯 - 膦錯合物，例如 Pd(PPh3)4，其衍生物 Pd(PPh3)2Cl2 也较常用。也有使用双齿配体錯合物 Pd(dppe)Cl2、Pd(dppp)Cl2 和 Pd(dppf)Cl2 的情况。使用这些催化剂的缺点是需要较大量的钯（可达 5% 化学当量）和更大量的铜催化剂。钯(II) 经常作为被用作预催化剂，因为它比钯(0) 更加稳定，而且可以在实验室条件下稳定保存数月之久。若使用钯(II) 催化剂時，钯(II)在反应中会被胺、膦配体或反应物还原至钯(0)，使反应继续进行。当使用类似 Pd(PPh3)2Cl2 的催化剂时，三苯基膦被氧化生成三苯基氧化膦也可以促进钯(0)的形成。
铜(I) 盐，例如碘化亚铜，会和末端炔反应形成铜(I) 炔化物，作为偶联反应中的活性物质。铜(I) 盐作为反应的副催化剂，可以提高反应速率。

## 反应条件
薗头耦合反应通常在较温和的条件下进行。交叉偶联在碱，通常为同时作为溶剂的胺的存在下进行。反应介质必须为碱性，以中和反应中产生的卤化氢，所以三乙胺、二乙胺等胺类物质通常被作为溶剂使用，二甲基甲酰胺和乙醚也可作为溶剂。偶尔也会使用碳酸钾、碳酸铯等其他碱。此反应必须在隔绝空气的条件下进行，因为钯(0) 錯合物在空气中不稳定，且氧气的存在会促进炔二聚体的产生。
根据 sp2 卤化物或三氟甲磺酸酯底物的不同，在这些反应条件下会得到不同的结果。

sp^{2} 取代底物的反应速率。碘乙烯 > 乙烯基三氟甲磺酸酯 > 溴乙烯 > 氯乙烯 > 碘苯 > 苯基三氟甲烷磺酸酯 > 溴苯 >>> 氯苯

## 应用
同大多数钯介导的偶合反应一样，该反应一般只适用于不饱和碳原子之间的偶合。在传统有机合成中，乙烯基卤素都是惰性化合物，很难发生取代反应，但在现代有机合成中这种观念发生了彻底的变化。在钯催化下乙烯基卤素化合物变得相当活泼，能发生一系列取代反应。而薗头反应就是其中一个反应代表。烯炔结构是天然产物中常见的结构，特别是菊科植物的次生代谢产物富含这种结构。在全合成研究中薗头反应无疑是一种有力的合成手段。

## 另見
- 奈米小人